# 金秀珍 (2004年出道編劇)
金秀珍（韓語：김수진），韓國編劇。經常於金鉐潤導演麾下和其他編劇共同執筆。

## 作品

### 電視劇
- 2004年：KBS 2TV《老處女日記》
- 2011年：JTBC《住在清潭洞》
- 2015年：JTBC《錐子》
- 2016年：MBC《舉重妖精金福珠》[2]
- 2019年：JTBC《耀眼》[3]
- 2025年：JTBC《比天堂還美麗》[4]

### 電影
- 2006年：《老處女日記劇場版》
- 2011年：《朝鮮名偵探：高山烏頭花的秘密》
- 2015年：《朝鮮名偵探：失落島之女》